# Oberösch
Oberösch est une localité et une ancienne commune suisse du canton de Berne, située dans l'arrondissement administratif de l'Emmental.

## Histoire
Le 1er janvier 2016, les anciennes communes de Niederösch et d'Oberösch sont absorbées par leur voisine Ersigen dont elles font partie depuis.